# Almudena Grandes

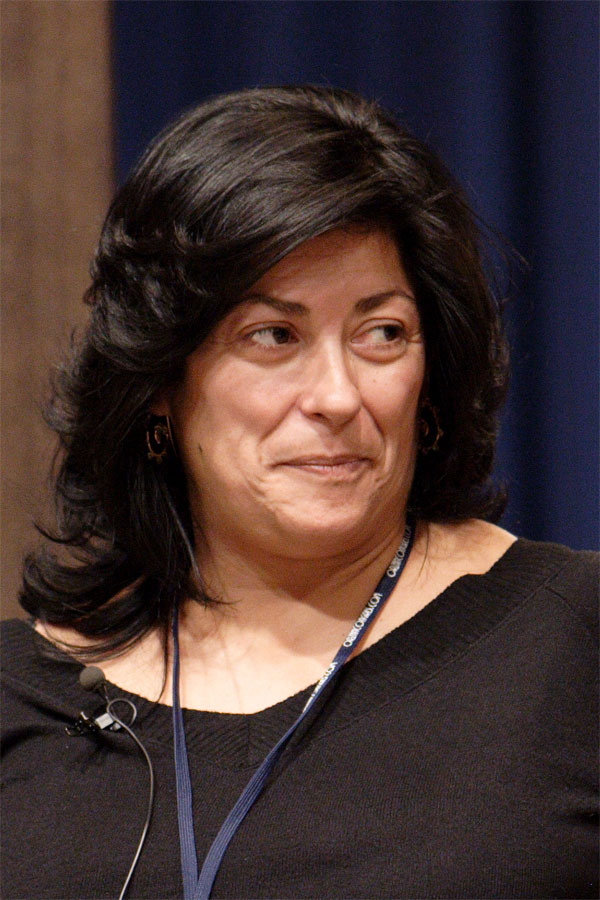
Almudena Grandes

Almudena Grandes Hernández (* 7. Mai 1960 in Madrid; † 27. November 2021 ebenda) war eine spanische Schriftstellerin.

## Leben
Almudena Grandes besuchte eine von Nonnen geführte Schule. Danach studierte sie Geographie und Geschichte an der Universität Complutense in Madrid. Nach dem Studium war Grandes als freie Verlagsmitarbeiterin tätig. Schon lange Zeit vor ihrer ersten Veröffentlichung, dem Roman Lulú (1989), begann sie zu schreiben. Hierüber sagte sie:
„Schreiben war eine Form, die Dinge, die mir nicht gefielen, zu verzaubern und die Realität zu verändern.“
Ab 2003 schrieb sie Kommentare und Essays für die Tageszeitung El País. Ihre Beiträge erschienen regelmäßig in ihrer Kolumne Escalera interior. Der letzte dieser Beiträge, Unos ojos tristes, hätte am 5. Dezember 2021 in der Wochenbeilage El País semanal erscheinen sollen. Sie hatte ihn bereits am 23. November, vier Tage vor ihrem Tod, eingereicht. Die Zeitung veröffentlichte ihn außer der Reihe postum am 28. November 2021. Auch beim Radiosender Cadena SER hatte sie eine feste Kolumne mit Podcasts.
Ab 1996 war Almudena Grandes mit dem spanischen Dichter Luis García Montero verheiratet. Sie starb am 27. November 2021 an einem Krebsleiden. Als Erinnerung wurde am 19. November 2022 der Madrider Bahnhof Atocha in Madrid Puerta de Atocha–Almudena Grandes umbenannt.

## Werke, Verfilmungen
Ihr literarisches Erstlingswerk ist der aus der Perspektive der Ich-Erzählerin geschriebene erotische Roman Lulú. Er wurde ein internationaler Bestseller mit einer Gesamtauflage von über einer Million Exemplaren und wurde in 20 Sprachen übersetzt. Die deutsche Übersetzung erschien 1990 im Verlag am Galgenberg. Auch mit dem Roman Malena rückte Grandes an die Spitze der internationalen Bestsellerlisten. Im Roman Das gefrorene Herz geht es um die Auswirkungen des Spanischen Bürgerkriegs und des Franco-Regimes sowie des Exils von Spaniern in Frankreich auf zwei Familien bis in die ersten Jahre des 21. Jahrhunderts.
Der Roman Lulú wurde vom spanischen Regisseur Bigas Luna verfilmt und unter dem deutschen Titel Lulu – Die Geschichte einer Frau am 6. Juni 1991 erstmals in Deutschland gezeigt.
Ebenfalls aus der Ich-Perspektive ist die Erzählung Castillos de cartón geschrieben, die Geschichte einer Dreiecksbeziehung zwischen Studierenden in Madrid. Sie erschien 2005 in deutscher Übersetzung unter dem Titel Luftschlösser.
Der Roman wurde 2009 von Salvador García Ruiz verfilmt. In Deutschland lief der Film unter demselben Titel wie das Buch, Luftschlösser.

## Auszeichnungen
- Für ihren Roman Lulú erhielt Almudena Grandes 1989 den vom Verlag Tusquets Editores in Barcelona ausgelobten Literaturpreis für erotische Literatur Premio La Sonrisa Vertical (Das vertikale Lächeln).[2]
- Für ihr literarisches Gesamtwerk wurde sie 1997 mit dem Rossone d'oro ausgezeichnet.[8]
- Ebenfalls für ihr literarisches Gesamtwerk erhielt sie 2002 den Premio Julián Besteiro.[8]
- Ihr Roman Inés y la alegría erhielt 2011 den Premio Sor Juana Inés de la Cruz.[9]

## Werke (Auswahl)
- Las edades de Lulú. Tusquets Editores, Barcelona 1989.
  - Deutsche Ausgabe: Lulú. Die Geschichte einer Frau. Aus dem Spanischen übersetzt von Christiane Rasche. Galgenberg, Hamburg 1990, ISBN 3-925387-73-0.
- Te llamaré Viernes. Tusquets Editores, Barcelona 1991.
  - Deutsche Ausgabe: Ich werde dich Freitag nennen. Aus dem Spanischen übersetzt von Christiane Rasche und Harald Riemann. Galgenberg, Hamburg 1991, ISBN 3-442-41395-8.
- Malena es un nombre de tango. Tusquets Editores, Barcelona 1994.
  - Deutsche Ausgabe: Malena. Aus dem Spanischen übersetzt von Christian Rasche und Wanda S. Wild. Goldmann, München 1996, ISBN 3-442-43149-2.
- Atlas de Geografia Humana. Tusquets Editores, Barcelona 1998.
  - Deutsche Ausgabe: Atlas der Liebe. Aus dem Spanischen übersetzt von Sybille Martin. Scherz, Bern/München/Wien 1999, ISBN 3-502-11933-3.
- Castillos de cartón. Tusquets Editores, Barcelona 2004.
  - Deutsche Ausgabe: Luftschlösser. Aus dem Spanischen übersetzt von Sabine Giersberg. Rowohlt, Reinbek bei Hamburg 2005, ISBN 3-498-02498-1.
- El corazón helado. Tusquets Editores, Barcelona 2007.
  - Deutsche Ausgabe: Das gefrorene Herz. Aus dem Spanischen übersetzt von Roberto de Hollanda. Rowohlt, Reinbek bei Hamburg 2009, ISBN 978-3-498-02514-4.
- Inés y la alegría. (Episodios de una guerra interminable 1) Tusquets Editores, Barcelona 2010.
  - Deutsche Ausgabe: Inés und die Freude. Aus dem Spanischen übersetzt von Roberto de Hollanda. dtv, München 2016, ISBN 978-3-423-14506-0.
- El lector de Julio Verne. (Episodios de una guerra interminable 2) Tusquets Editores, Barcelona 2012.
  - Deutsche Ausgabe: Der Feind meines Vaters. Aus dem Spanischen übersetzt von Roberto de Hollanda. Hanser, München 2012, ISBN 978-3-446-24125-1.
- Las tres bodas de Manolita. (Episodios de una guerra interminable 3) Tusquets Editores, Barcelona 2014.
  - Deutsche Ausgabe: Die drei Hochzeiten von Manolita. Aus dem Spanischen übersetzt von Roberto de Hollanda. Hanser, München 2022, ISBN 978-3-446-27401-3
- Los besos en el pan. Tusquets Editores, Barcelona 2017.
  - Deutsche Ausgabe: Kleine Helden. Aus dem Spanischen übersetzt von Roberto de Hollanda. Hanser, München 2018, ISBN 978-3-446-26012-2.

## Einzelbelege
1. 1 2  Tereixa Constenla: Muere Almudena Grandes, la escritora que noveló la épica de los perdedores. In: El País. 27. November 2021, abgerufen am 27. November 2021 (spanisch).
2. 1 2  Biografische Angaben in: Lulú. Galgenberg, Hamburg 1990.
3. ↑  Mila Fernández: Adiós a Almudena Grandes, la mujer que inspiró a la izquierda y fue azote de la derecha. In: Huffington Post. 27. November 2021, abgerufen am 28. November 2021 (spanisch).
4. ↑  Almudena Grandes: Unos ojos tristes. In: El País. 28. November 2021, abgerufen am 28. November 2021 (spanisch).
5. ↑  La columna de Almudena Grandes. In: Cadena SER. Abgerufen am 28. November 2021 (spanisch).
6. ↑  LAS EDADES DE LULÚ: Análisis, critica, la película y más. In: loresumo.com. 22. August 2019, abgerufen am 29. November 2021 (spanisch, Kritik und Analyse).
7. ↑  Marko Martin: Emotionales Spannungsdreieck. In: Deutschlandfunk. 16. November 2005, abgerufen am 29. November 2021 (Buchkritik).
8. 1 2  Almudena Grandes. In: internationales literaturfestival berlin. Archiviert vom Original (nicht mehr online verfügbar) am 10. November 2021; abgerufen am 29. November 2021.  Info: Der Archivlink wurde automatisch eingesetzt und noch nicht geprüft. Bitte prüfe Original- und Archivlink gemäß Anleitung und entferne dann diesen Hinweis.
9. ↑  Almudena Grandes gana el XIX Premio Sor Juana Inés de la Cruz. In: El País. 2. November 2011, ISSN 1134-6582 (elpais.com [abgerufen am 29. November 2021]).

| Personendaten    | Personendaten                                    |
| ---------------- | ------------------------------------------------ |
| NAME             | Grandes, Almudena                                |
| ALTERNATIVNAMEN  | Grandes Hernández, Almudena (vollständiger Name) |
| KURZBESCHREIBUNG | spanische Schriftstellerin                       |
| GEBURTSDATUM     | 7. Mai 1960                                      |
| GEBURTSORT       | Madrid                                           |
| STERBEDATUM      | 27. November 2021                                |
| STERBEORT        | Madrid                                           |